# 賈斯汀·拜洛
贾斯廷·拜洛（荷蘭語：Justin Bijlow；1998年1月22日—），荷蘭足球運動員，司職守門員，現效力荷甲球會飛燕諾。代表荷蘭國家足球隊參加國際比賽。

## 俱樂部生涯
拜洛出生在鹿特丹南部，從小就加入了飛燕諾青訓營並且從青年隊成長為俱樂部的隊長，國家隊的首發門將。
近幾年來拜洛一直有傷病問題，早在2018年，20歲的拜洛其實就被時任主帥羅納德·科曼招入過國家隊大名單中，但隨後在對兹沃勒的比賽當中重傷缺席了8個月，甚至重返球隊的時候一度失去了主力門將的位置，最近兩個賽季比加洛因傷缺席的比賽也很多。

## 國家隊生涯
2021年9月對陣挪威的2022年世界盃外圍賽中，拜洛完成了他在國家隊的首秀，其後的世界盃外圍賽他一直都是國家隊守門員的第一選擇，上賽季後期因為受傷缺席了2022年的國際友誼賽和歐國聯的比賽，在上周他也入選了9月份國家隊的初選名單。
2022年11月，拜洛獲选入2022年世界盃荷蘭的最終26人名單。

## 榮譽
飛燕諾
- 荷甲冠軍: 2016-17，2022-23[4]
- 荷蘭盃冠軍: 2017–18[5]
- 告魯夫盾: 2017，2018[6]
- 歐協聯亞軍: 2021-22

## 外部連結
- worldfootball.net：賈斯汀·拜洛之統計數據 （英文）